# Santa Ana, Pampanga
Santa Ana là một đô thị hạng 4 ở tỉnh Pampanga, Philippines. Theo điều tra dân số năm 2000, đô thị này có dân số 42.990 người trong 7.402 hộ.

## Barangay
Santa Ana được chia thành 14 barangay.
- San Agustin
- San Bartolome
- San Isidro (Quenabwan)
- San Joaquin (Pob.)
- San Jose
- San Juan
- San Nicolas
- San Pablo
- San Pedro
- San Roque (Tuklung)
- Santa Lucia (Kalinan)
- Santa Maria (Balen Bayu)
- Santiago
- Santo Rosario (Pagbatuan)